# Juan de Bermúdez
Pour les articles homonymes, voir Bermúdez.
Juan de Bermúdez ou Juan Bermudez, (date de naissance inconnue - mort en 1570) est un navigateur et un explorateur espagnol du XVIe siècle. On lui attribue l’origine du nom des Bermudes après que celui-ci les a découvertes en 1515 alors qu'il commandait La Garza en tant que capitaine. La découverte, selon certaines sources, est due à son naufrage, alors qu'il transportait une cargaison porcine d'Espagne péninsulaire vers l'île espagnole de Cuba.